# Partito Anticorruzione
Il Partito Anticorruzione (in spagnolo Partido Anticorrupción, PAC) è un partito politico centrista in Honduras. 

## Storia
È stato fondato nel 2011 da Salvador Nasralla, giornalista sportivo e presentatore televisivo di Televicentro, che correva come candidato per la presidenza dell'Honduras senza ottenere il successo inizialmente auspicato nelle elezioni presidenziali del 2013. Il Partito Anticorruzione ha comunque conquistato 13 seggi su 128 al Parlamento centro-americano.
Il simbolo del Partito Anticorruzione è un giglio azzurro inserito dentro uno scudo giallo circondato da 18 stelle.

## Risultati elettorali
| Elezione          | Voti      | %     | Seggi    |
| ----------------- | --------- | ----- | -------- |
| Parlamentari 2013 | 4.169.245 | 15,15 | 13 / 128 |
| Parlamentari 2017 |           |       | 1 / 128  |